# Zakayo Malekwa
Zakayo Malekwa, né le 2 février 1951, est un athlète tanzanien, spécialiste du lancer du javelot.

## Biographie
Il remporte les championnats d'Afrique 1988 après avoir décroché l'argent en 1979. Il se classe par ailleurs deuxième des Jeux africains de 1987, et troisième des Jeux du Commonwealth de 1982.
Il participe à trois Jeux olympiques consécutifs de 1980 à 1988 mais ne parvient pas à franchir le cap des qualifications.

### Palmarès
| Date | Compétition            | Lieu     | Résultat | Épreuve           | Performance |
| ---- | ---------------------- | -------- | -------- | ----------------- | ----------- |
| 1979 | Championnats d'Afrique | Dakar    | 2e       | Lancer du javelot | 76,06 m     |
| 1982 | Jeux du Commonwealth   | Brisbane | 3e       | Lancer du javelot | 80,22 m     |
| 1982 | Championnats d'Afrique | Le Caire | 1er      | Lancer du javelot | 76,18 m     |
| 1987 | Jeux africains         | Nairobi  | 2e       | Lancer du javelot | 72,32 m     |

### Records
| Épreuve           | Performance | Lieu      | Date        |
| ----------------- | ----------- | --------- | ----------- |
| Lancer du javelot | 76,48 m     | Arlington | 10 mai 1986 |